# Noroi Tsuruta
Norio Tsuruta (鶴田法男?) es un director de cine japonés. Dirigió Gakkyu Borei (A Haunted Escuela) (1996), Ring 0: Birthday(2000), Kakashi (2001) y Yogen (2004).
También dirigió Dream Cruise para la serie Masters of Horror Showtime red de cable. Se basa en el cuento del mismo nombre de Koji Suzuki de su antología de su libro Dark Water (novela).

## Filmografía
- K-tai Investigator 7 (2008) Serie de televisión
- Orochi (2008)
- Masters of Horror Episodios; (Dream Cruise) (2007) Episodio de TV
- Suiyô puremia: sekai saikyô J horâ SP Nihon no kowai yoru (2004) (TV) (argumento "Sukima")
- Yogen (2004)
- "El diario del terror" - Perú
- "La premonición" - Argentina
- "Kaidan Shin Mimibukuro" (2003) Series de TV
- "Sukai hai" (2003) Series de TV (episodios desconocidos)
- Kakashi (2001)
- Ring 0: Birthday(2000),

- Shin rei bideo IV: Kyôfu taikendan (1999) (V)
- Shin rei bideo III: Kyôfu shinrei shashin (1999) (V)
- Bôrei gakkyû (1996) (V)
- Shin rei bideo II: Kyôfu taikendan-shuu (1996) (V)
- Shin rei bideo I: Shinrei shashin-shuu (1996) (V)
- Norowareta bijo-tachi: Akuryô kaidan (1996) (V)
- Shin honto ni atta kowai hanashi: Yuugen-kai (1992) (V)
- Honto ni atta kowai hanashi: Dai-ni-ya (1992) (V)
- Honto ni atta kowai hanashi (1991) (V)